# Angelo Patri
Angelo Patri, nato Angelo Petraglia (Piaggine, 26 novembre 1876 – Danbury, 13 settembre 1965), è stato un pedagogista, scrittore e educatore italiano naturalizzato statunitense.

## Biografia
Angelo Petraglia nacque a Piaggine (SA) nel 1876. All'età di 5 anni seguì i familiari, che in cerca di lavoro emigrarono negli Stati Uniti. Lì il suo cognome fu modificato in Patri. Angelo visse nella Little Italy newyorchese, parlando italiano in casa e in strada, ma si rivelò ben dotato per gli studi, tanto da essere ammesso al City College di New York, dove ottenne il "Bachelor of Arts" nel 1897, ed alla Columbia University, dove conseguì il "Master of Arts" nel 1904.
Fu insegnante a New York dal 1898 al 1908, per divenire quindi preside della Public School 4, primo italo-americano a raggiungere la carica di direttore didattico in una scuola pubblica degli Stati Uniti. Cinque anni dopo, nel 1913, fu promosso preside della Junior High School 45, nel Bronx a New York, la quale si affermò ben presto come una delle istituzioni educative modello del Paese.
Patri fu un pedagogista di ampia cultura, promuovendo nuovi sistemi didattici che favorissero il processo di apprendimento introducendo un clima di creativa partecipazione. Nel tentativo di coinvolgere gli studenti in compiti di apprendimento che andassero oltre l'apprendimento dai testi, fu influenzato dagli scritti di John Dewey. Fu autore di numerosi testi di pedagogia e libri per l'infanzia, nonché di testi autobiografici come "Biondino l'emigrante". Nella sua ampia attività di pedagogista collaborò anche con Giuseppe Lombardo Radice.
Già nel 1931 ricevette una medaglia dalla rivista Parents per la sua azione pedagogica. Molti riconoscimenti vennero del dopoguerra, dal City College (che gli conferì la Townsend Medal) e dal governo italiano, anche per il suo impegno come direttore dell'American War Relief in Italy.
Morì negli USA nel 1965.

## Opere
Libri per genitori ed insegnanti:
- A Schoolmaster of the Great City (New York: Macmillan, 1917; 2nd ed. 1927)
- The School That Everybody Wants, 1922
- Child Training (New York: Appleton, 1922)
- "Talks to Mothers", 1923
- School and Home (New York: Appleton, 1925)
- The Problem of Childhood (New York: Appleton, 1925)
- What Have You Got to Give?, 1926
- The Questioning Child, 1928
- Your Children In Wartime[3], 1943
- How to help your child grow up (Chicago: Rand McNally, 1948)

Libri per ragazzi:
- White Patch, 1911
- Pinocchio in Africa, 1911 (tr.)
- Spirit of America, 1924
- Pinocchio in America, 1928 (tr.)
- The Adventures of Pinocchio, 1937 (tr.)